# 木村英里
木村 英里（きむら えり、1985年3月9日 - ）は、株式会社ボランチ所属のフリーアナウンサー。

## 来歴・人物
神奈川県横浜市出身。A型、うお座。
神奈川県立元石川高等学校、フェリス女学院大学日本文学科卒業後、2007年4月、テレビ静岡にアナウンサーとして入社。主に情報番組のリポーターなどで活躍していたが、2012年2月29日発売の『TV LIFE（静岡版）』（学研パブリッシング）の連載コラムにて、同年3月をもって同局を退社する事を発表した。
2012年4月よりボイスワークスに所属しWOWOWにて契約アナウンサーとなり3年間活動。
2015年4月6日のWOWOW NBA中継で番組卒業と同時にNBAスペシャルサポーターに就任する事を発表した。
2015年10月5日、自身のブログでボランチ社への移籍を報告。
ラジオを中心に出演。
B.LEAGUEの取材も行なっている。
川崎ブレイブサンダースのファン。応援ラジオ番組にも出演していた。
趣味は旅行、ドライブ、カフェめぐり、ショッピング、ピアノ。犬好きでもある。

## 出演番組

### テレビ静岡時代
- ドレみ～る（MC）
- まめサタ（リポーター）
- めざましテレビ公認 わがまま!気まま!旅気分（単発、不定期） ※BSフジでも放送
- HOT6GOGO（MC）
- テレしず通りパロパロ（リポーター）
- チョッと!いいタイム（リポーター）
- FNS27時間テレビ ※全国ネット
- 木曜劇場 それでも、生きてゆく（第2話、2011年7月14日放送）- 報道リポーター 役 ※全国ネット
- からくり侍 セッシャー1（第10話、2011年9月11日放送）
- めざましテレビ（中継、2011年4月15日・7月13日・12月1日）※全国ネット

### WOWOW時代
- NBA バスケットボール
- リーガダイジェスト!
- テニス グランドスラム
- 金曜カーソル
- ザ・プライムショー

### その他出演
- FMヨコハマ JA Fresh Market DJ
- FMサルース LINK Saturday DJ
- 川崎FM　かわさきサタデーSTREAM